# Ligusticum scapiforme
Ligusticum scapiforme là một loài thực vật có hoa trong họ Hoa tán. Loài này được H. Wolff mô tả khoa học đầu tiên năm 1930.